# تحليل المخاطر والضوابط الوقائية القائمة على المخاطر

سلامة الغذاء

تحلیل المخاطر والضوابط الوقائیة القائمة علی المخاطر أو ما يُعرف اختصارًا بـ (HARPC) يُعد خليفة لتحليل مخاطر نقاط الرقابة الحرجة ونظام الأمان الغذائي، والذي يُعرف اختصارًا بـ (HACCP). وتم اعتماده من قبل إدارة الأغذية والأدوية (FDA) ضمن قانون تحديث السلامة الغذائية (FSMA) لعام 2010. وكما يشير الاسم، تؤكد أنظمة التحكم الوقائي على ضرورة الوقاية من المخاطر قبل حدوثها بدلاً من اكتشافها بعد حدوثها. وقد أصدرت إدارة الأغذية والأدوية (FDA) القواعد في السجل الفيدرالي ابتداءً من سبتمبر 2015. وقد تناول الإصدار الأول من تلك القواعد الضوابط الوقائية للأغذية البشرية والضوابط الوقائية للأغذية للحيوانات. وتم إصدار القاعدة النهائية لسلامة المنتجات، والقاعدة النهائية لبرامج التحقق من الموردين الأجانب (FSVP) والقاعدة النهائية المعتمدة من طرف ثالث معتمد في 13 نوفمبر 2015. وتم إصدار القاعدة النهائية للصرف الصحي للإنسان والحيوان في 6 أبريل 2016،  وتم إصدار القاعدة النهائية لاستراتيجيات تخفيف وطأة الحماية ضد الغش الغذائي (Food Defence) في 27 مايو 2016.